# Габанов, Константин Валерьевич
Константин Валерьевич Габанов — сотрудник Министерства внутренних дел Российской Федерации, старший прапорщик милиции, погиб при исполнении служебных обязанностей во время Второй чеченской войны, кавалер ряда наград.

## Биография
Константин Валерьевич Габанов родился в селе Аршан Тункинского района Бурятской Автономной Советской Социалистической Республики.
Поступил на службу в органы Министерства внутренних дел Российской Федерации, был зачислен в состав Отряда милиции особого назначения при Министерства внутренних дел Республики Бурятии. Получил звание прапорщика милиции, стал командиром отделения.
Во время контртеррористической операции на Северном Кавказе Габанов четыре раза командировался на Северный Кавказ, где принимал участие в боевых действиях против незаконных вооружённых формирований сепаратистов. Его боевые и служебных заслуги неоднократно отмечались командованием, прапорщик был награждён медалями «За отвагу» и «За отличие в охране общественного порядка».
В четвёртую свою командировку Габанов был направлен в качестве командира отделения Сводного отряда бурятских милиционеров. 23 января 2001 года при выполнении очередной задачи машина, в которой находились сотрудники ОМОН, подорвалась на фугасной мине. В результате взрыва погибли майор милиции Владислав Георгиевич Шоболов, а также командиры отделений, старшие прапорщики милиции Александр Николаевич Густов и Константин Валерьевич Габанов.

## Память
- В честь Габанова названа улица в селе Аршан Тункинского района Республики Бурятии[2].
- Имя Габанова увековечено на мемориале сотрудникам бурятских правоохранительных органов, погибших при исполнении служебных обязанностей, в городе Улан-Удэ[3].
- Имя Габанова носит международный турнир по мини-футболу, проводящийся в Бурятии ежегодно[4].